# Fiat 2300
Fiat 2300 — легковой автомобиль итальянского автопроизводителя Fiat с дизайном от Pininfarina. Выпускался с 1961 по 1969 год.
Модели «2300» имели очень необычные для тех лет дисковые тормоза всех колёс с сервоусилителем и мощный (105 л.с.) 2,3-литровый шестицилиндровый двигатель (на версии «S» с двумя карбюраторами, 136 л.с.). Седан «2300» был первой моделью «Фиата» из серийно оснащавшихся автоматической трансмиссией (с 1966 года, до этого устанавливалось полуавтоматическое сцепление «Saxomat»). Купе в основной массе имели механические четырёхступенчатые коробки передач, синхронизированные на всех передачах переднего хода.
Кроме того, среди технических особенностей автомобиля можно отметить торсионную переднюю подвеску на четырёх поперечных А-образных рычагах и рессорно-пружинную заднюю, в которой рессоры играли роль поддерживающих неразрезной мост продольных рычагов, а пружины воспринимали только вертикальные усилия.
Производство продолжалось до 1968 года в относительно небольших количествах.

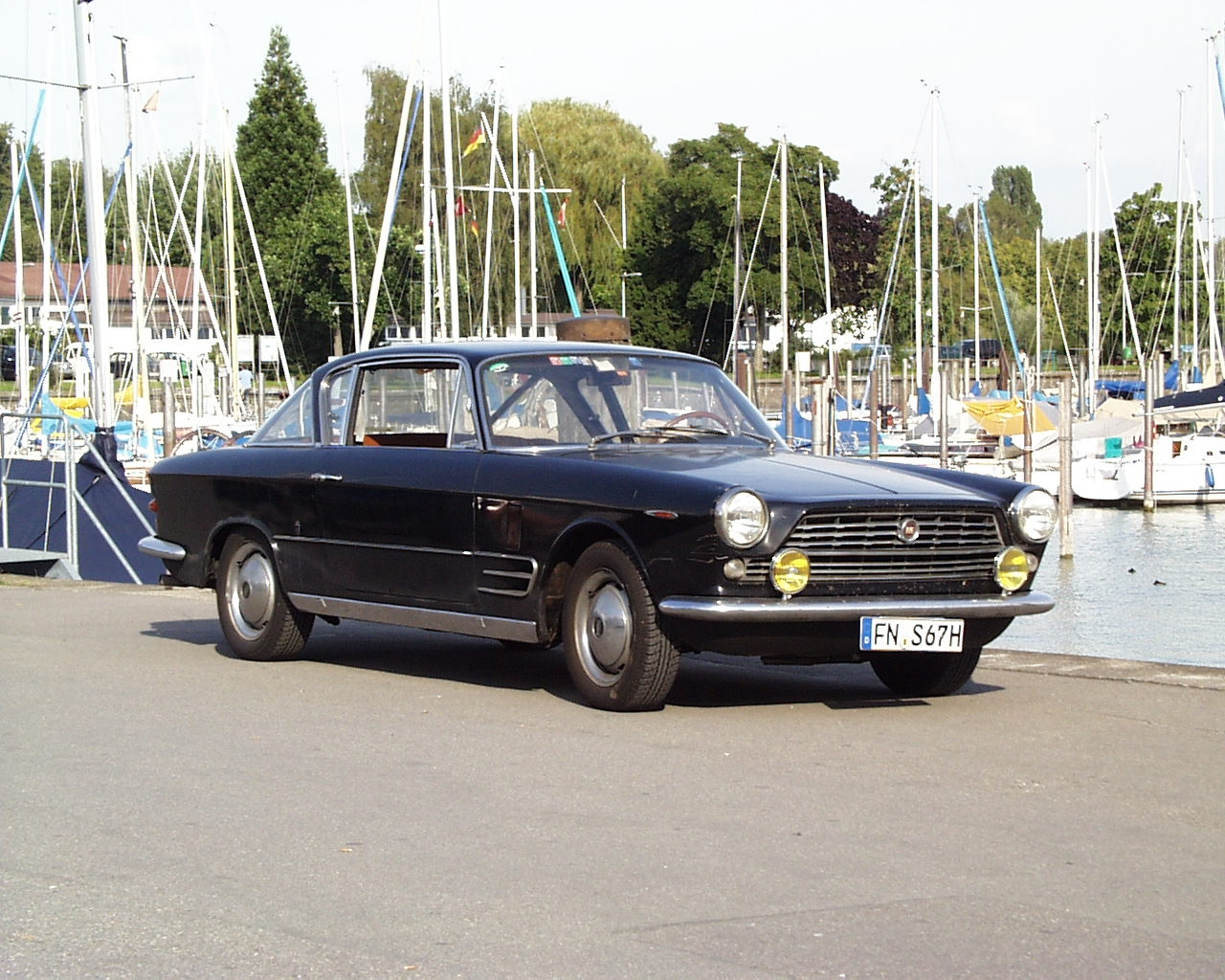
Fiat 2300S — купе.

Также на базе 2300 выпускалась модель Fiat 2300S Coupé с резко отличающимся от седана дизайном от Ghia, выполненном в популярном в те годы стиле Gran Tourismo — этот автомобиль имел репутацию «Феррари для бедных» и имел в стандарте электростеклоподъёмники и другую люксовую «начинку».

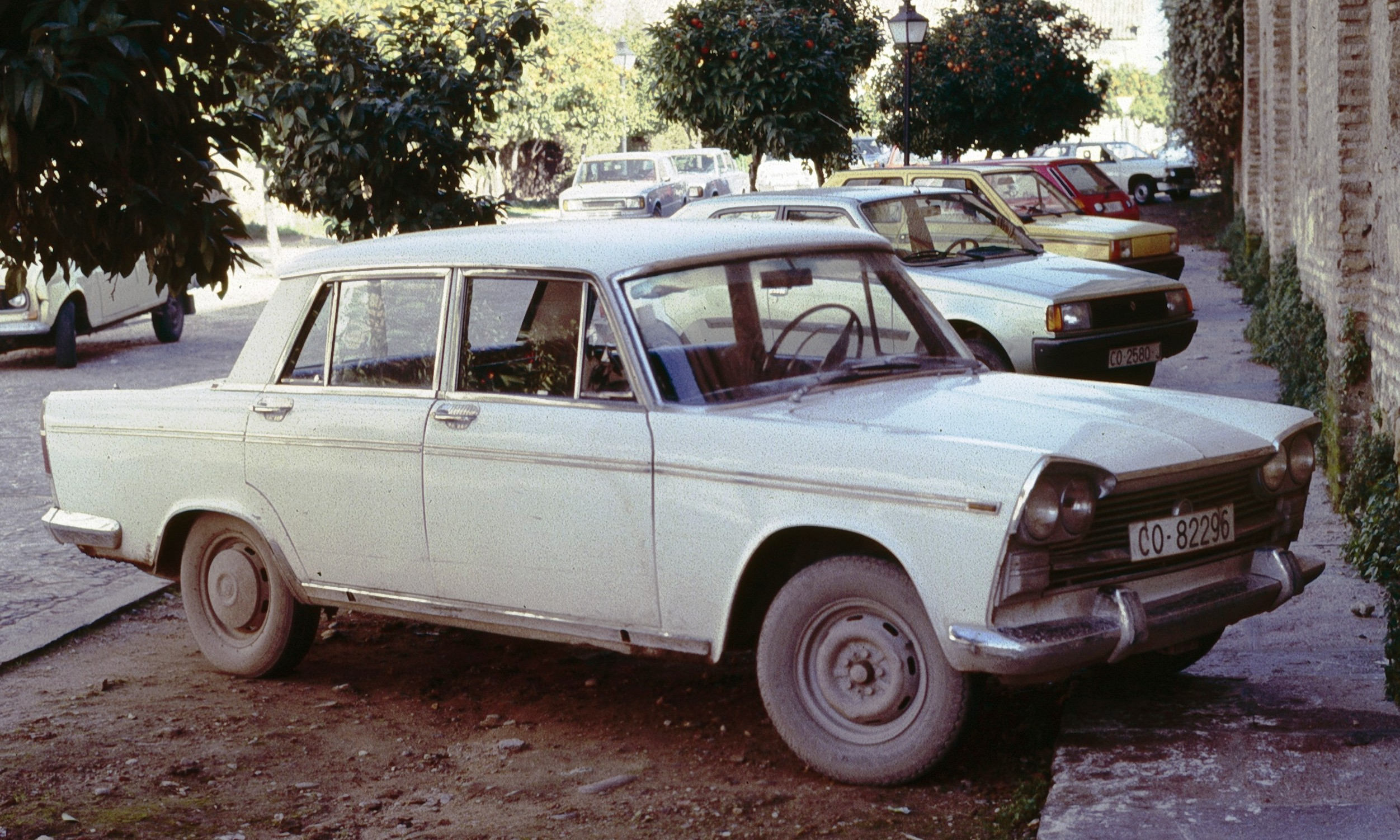
SEAT 1500 — лицензионная версия.

В Испании автомобиль выпускался по лицензии фирмой SEAT.